# 陂底水库
陂底水库，位于中华人民共和国广东省阳西县新圩镇境内，是一座以灌溉、供水、防洪为主，结合养殖等综合利用。兴建于1958年10月，1960年建成蓄水。水库集水面积21.8平方千米，总库容3864万立方米。主坝为均质土坝，最大坝高21.4米，坝长550米，坝顶宽5米。水库设计灌溉面积4120公顷，实际灌溉面积933公顷，保护耕地面积1333公顷及下游3.5万人口。主坝坝后建有一座小水电，装机容量400千瓦。